# Везуча людина
«Везучий людина» (рос. «Везучий человек») — радянський художній фільм 1987 року. Знятий за мотивами повісті  Юрія Чернякова «Прокол».

## Сюжет
Виконроба Макарова направляють у відрядження і довіряють йому бригаду з п'ятьох алкоголіків. Чуйний, завжди легкий на підйом, герой фільму виявляється саме тією людиною, яка змінює долі людей на краще.

## У ролях
- Володимир Кашпур —  Борис Петрович Макаров
- Олександр Пашутін —  Льоха Карпіленко
- Лев Борисов —  Курочкін
- Юрій Демич —  Самсонов
- Олексій Криченков —  Касаткін
- Олександр Суснін —  Черкашин
- Валентина Пугачова —  робітниця
- Олександр Романцов —  Мішин
- Юрій Горобець —  Зайковський
- Валентин Букін —  Маркелич
- Олексій Миронов —  Парфьонов
- Людмила Шевель —  Зіна
- Любов Малиновська —  баба Кланя

## Знімальна група
- Автор сценарію:  Юрій Черняков
- Режисер: Ігор Шешуков
- Оператор: Володимир Бурикін
- Композитор:  Вадим Біберган
- Художник:  Владислав Орлов